# Stazione di Nagaoka-Tenjin
La Stazione di Nagaoka-Tenjin (長岡天神駅?, Nagaoka-Tenjin-eki) è una stazione ferroviaria delle Ferrovie Hankyū situata a Nagaokakyō, nella prefettura di Kyoto.

## Linee
- Ferrovie Hankyū
  - ■ Linea principale Hankyū Kyōto